# Невідома ...
«Невідома…» — радянський художній фільм 1966 року, знятий режисером Марією Муат за повістю Ігоря Акімова та Володимира Карпенка «На чужому порозі».

## Сюжет
Осінь 1944 року. Війська Червоної Армії вийшли до Балтійського узбережжя, обезголовивши і без того ледь боєздатні сили німецького ворога. Але противник не має наміру здаватися, і шукає все нові можливості для виходу з-під удару і подальшої відповіді. У цей час їм в руки потрапляє Рута Янсон, радянська розвідниця, яку нацисти хочуть використати у своїх цілях. Однак з часом виявляється, що саме Янсон обводить навколо пальця німецьке командування на чолі з Дітце і Краммліхом і змогла диктувати свої умови, тим хто її полонив.

## У ролях
- Руфіна Ніфонтова —  Рута Янсон
- Володимир Муравйов —  гауптман Ернст Дітц
- Леонід Губанов —  Томас Краммліх
- Григорій Михайлов —  майор Терехов
- Леонід Бронєвой —  Вернер
- Євген Кузнецов —  Доронін
- Юрій Багінян —  агент
- Володимир Поночевний —  зв'язковий
- Олексій Барановський — агент
- Віктор Іванов — епізод
- Юрій Рибчонок — офіцер
- Іван Бичков — гарсон

## Знімальна група
- Режисер — Марія Муат
- Сценаристи — В. Карпенко, І. Акімова
- Оператор — Лев Бунін
- Композитор — Михайло Зів
- Художник — В. Дмитровський